# Мархаши
Мархаши (Mar-ḫa-šiKI 𒈥𒄩𒅆𒆠, варианты транслитерации: Marhashi, Marhasi, Parhasi, Barhasi; в ранних источниках Waraḫše, Варахше, Варахсе) — город-государство 3-го тысячелетия до н. э., существовавшее к востоку от Элама на Иранском плато. Известен из месопотамских источников. Точное местонахождение не установлено. Ряд исследователей соотносит его с Джирофтской культурой. Если данная гипотеза верна, то город Мархаши занимает промежуточное положение между Эламом и Хараппской цивилизацией. Надпись Лугальаннемунду, правителя города Адаб, локализует этот город, наряду с Эламом, к югу от гутиев. Лугальаннемунду также отмечает, что он воевал против их царя, Мигир-Энлиля из Варахше. Франкфор и Транбле на основании аккадских текстовых и археологических свидетельств предложили отождествлять с царством Мархаши Древнюю Маргиану.
Известно, что цари Аванской династии Элама противостояли попыткам шумерских правителей захватить рынок в Варахше — царстве к востоку от Элама на Иранском плато, изобиловавшем изделиями роскоши разного рода, в особенности драгоценными камнями. Во времена Аккадской империи царство Варахше завоевал Саргон Великий. После этого Сидгау, правитель Варахше, в союзе с Лух-ишаном из Авана, безуспешно восставал против Римуша, а Хишеп-ратепа из Авана в союзе с Варахше разгромил Нарам-Син.
Царь Шульги из династии Ура III выдал свою дочь Ниалиммидашу за царя Либанукшабаша из Мархаши, пытаясь создать с ним альянс, который оказался недолговечным, поскольку из надписей наследника Шульги, Амар-Сина, известно о его войне против нового царя Мархаши, Арвилукпи.
В дальнейшем Ибби-Суэн и Хаммурапи упоминают Мархаши в связи с разграничением восточной границы в Эламе. В отличие от этого, Иллумутабил (Ilummutabil), правитель Дера, в своей надписи говорит о своей победе над Эламом, Мархаши и Симашки. После этого Мархаши практически не упоминаются в месопотамских текстах.
В Сузах была обнаружена статуя с надписью вавилонского царя царя Куригальзу II (2-я пол. XIV в. до н. э.), в которой он повествует о своей победе над Эламом «до предела Мархаши».
До настоящего времени Мархаши не найден. Ряд археологов отождествляют его с археологическим памятником Конар-Сандал в Иране.